# Công viên Gulshan-e-Iqbal

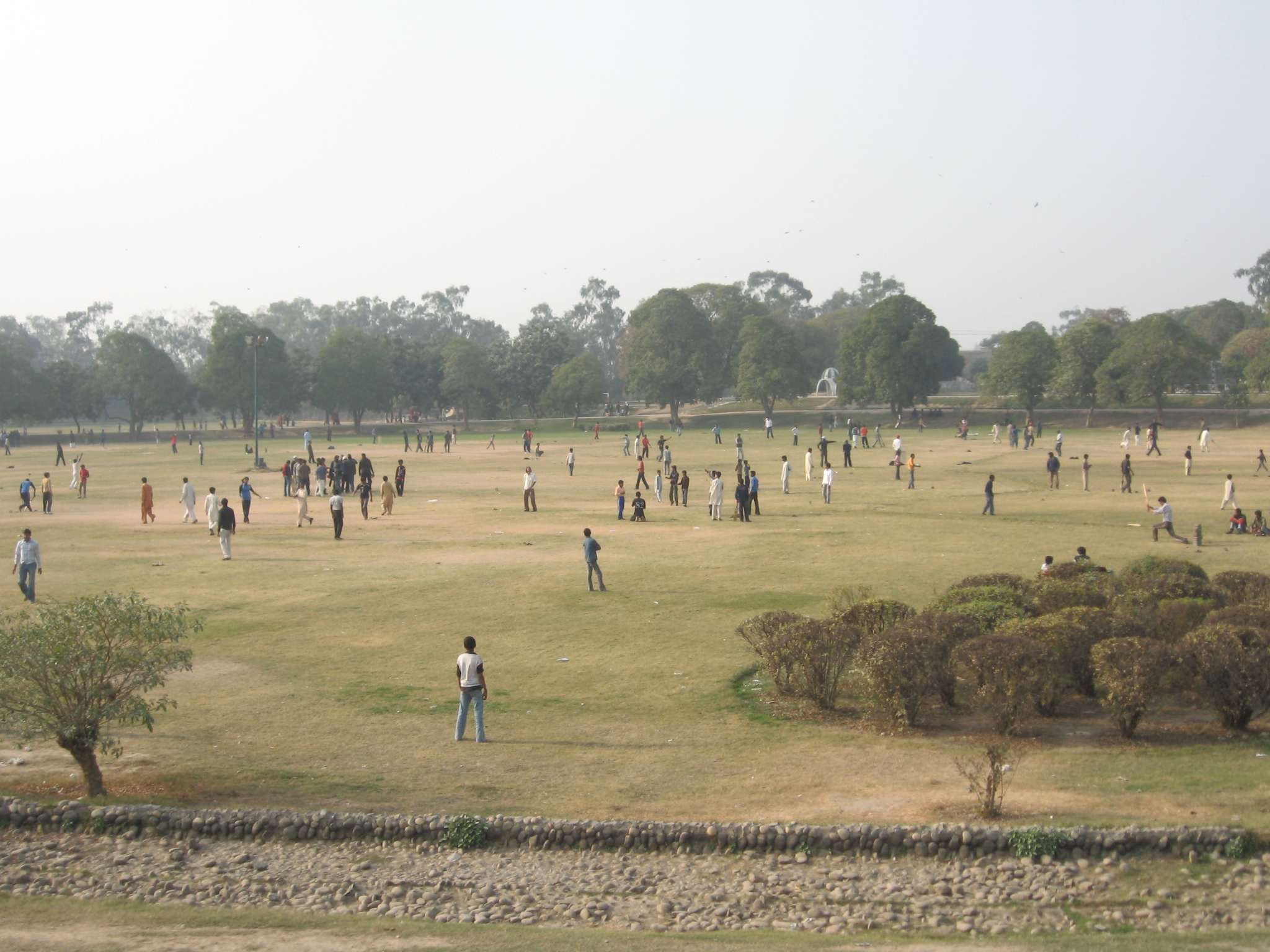
Gulshan-e-Iqbal Park, Lahore

Công viên Gulshan-e-Iqbal Park (tiếng Urdu: گلشن-اقبال پارک) là một công viên rộng lớn và không gian giải trí tại Lahore, Pakistan. Với diện tích hơn 67 mẫu Anh (270.000 m2), đây là một trong những công viên lớn nhất trong thành phố này. Nó nằm ở địa bàn ngoại thành Allama Iqbal Town. Tên Gulshan-e-Iqbal được dịch theo nghĩa đen là "vườn Iqbal," đề cập đến Iqbal, nhà thơ quốc gia của Pakistan. Nó có nhiều thiết bị giải trí cho trẻ em như đu và xe ấn tượng làm cho nó một địa điểm phổ biến cho các gia đình. Nó cũng có một hồ nước nhân tạo rộng lớn và một sở thú nhỏ.
Công viên được hội đồng địa phương duy trì tốt, với các khu vực chơi mới và các trò chơi được bổ sung gần đây do việc gia tăng lợi ích công cộng.

## Sự kiện
Vào ngày 27 tháng 3 năm 2016, một vụ nổ bom xảy ra tại khu vực đậu xe của công viên Gulshan-e-Iqbal, ngay bên ngoài cổng ra và một vài phút đi từ các đu quay dành cho trẻ em, giết chết ít nhất 69 người và làm hơn 300 người bị thương. Nhánh Taliban Jamaat-ul-Ahrar đã nhận trách nhiệm về vụ tấn công.